# Joko Widodo
Joko Widodo, surnommé Jokowi, né le 21 juin 1961 à Surakarta en Indonésie, est un homme d'État indonésien, président de la république du 20 octobre 2014 au 20 octobre 2024.

## Biographie

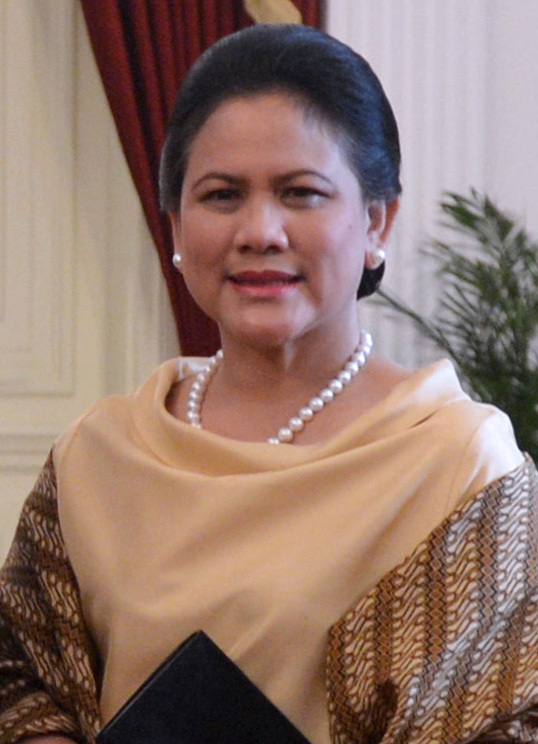
Iriana Joko Widodo, son épouse.

Membre du Parti démocratique indonésien de lutte (PDI-P) à partir de 2004, il est maire de Surakarta, sa ville natale, de 2005 à 2012 et gouverneur de Jakarta de 2012 à 2014.
Joko Widodo est connu pour s'affirmer publiquement comme amateur de musique metal et notamment de la scène metal indonésienne. Cette passion a été remarquée par les médias étant donné le penchant culturel conservateur de son pays. Cette communication et sa défense de cette musique populaire est aussi parfois interprétée comme une façon de se montrer plus proche du peuple.

### Présidence de la République

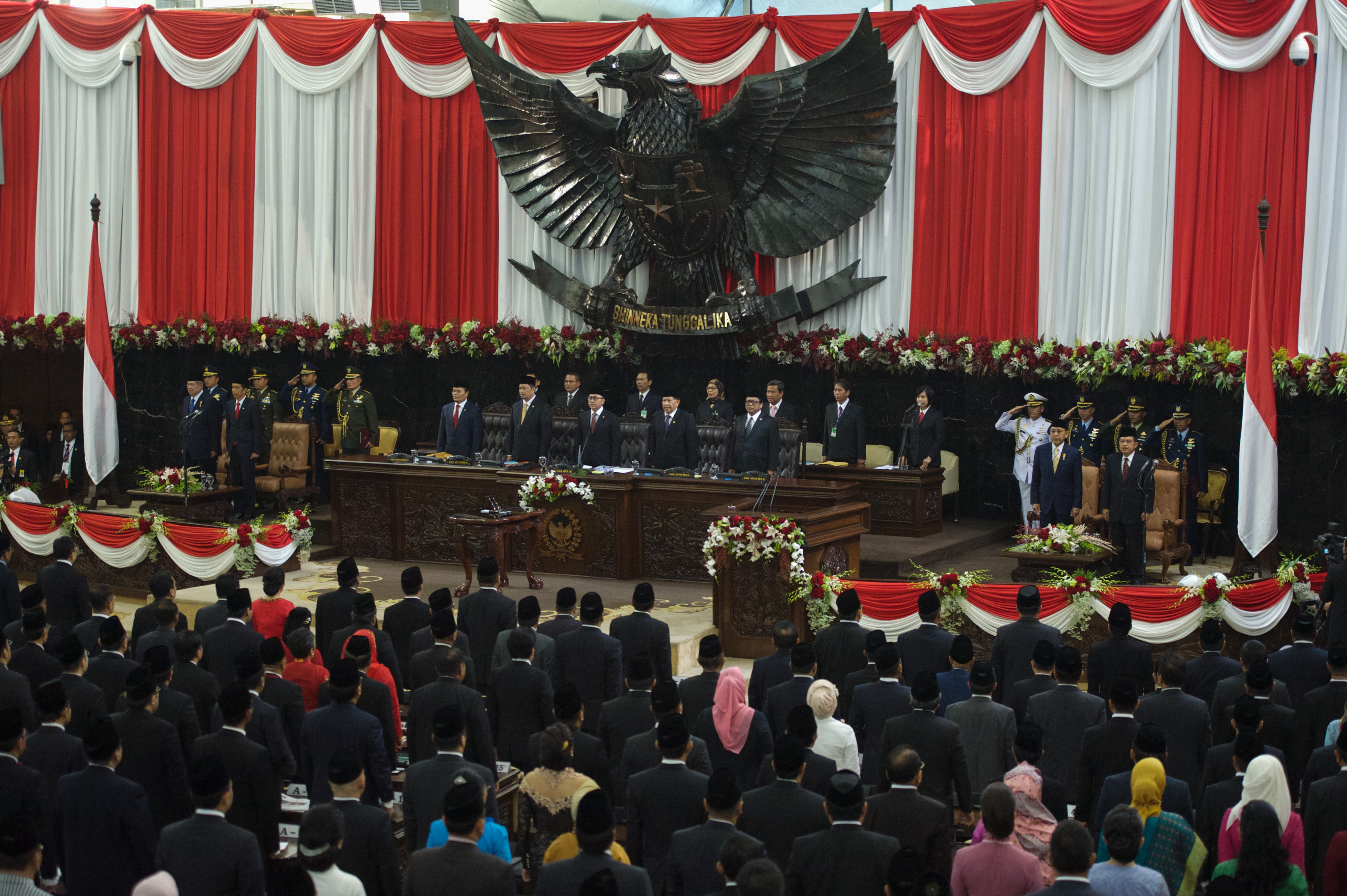
Investiture de Joko Widodo par l'Assemblée délibérative du peuple, le parlement indonésien, le 20 octobre 2014.

#### Élection présidentielle de 2014 et investiture
Le 22 juillet 2014, Joko Widodo est officiellement déclaré vainqueur de l'élection présidentielle comme successeur de Susilo Bambang Yudhoyono à la présidence de la République, face à Prabowo Subianto, ex-commandant du Kopassus (les forces spéciales de l'armée de terre indonésienne) et ex-gendre de l'ancien dictateur Suharto. Il est investi le 20 octobre 2014.

#### Politique intérieure
Joko Widodo fait dissoudre certaines organisations islamistes présentant une menace terroriste comme le Hizb ut-Tahrir. En retour, ces groupes dénoncent ce qu'ils perçoivent comme « l'influence croissante du communisme » en Indonésie.
Il permet pour la première fois un débat public sur les massacres anticommunistes qui ont suivi le coup d’État militaire de 1965, qui avaient fait des centaines de milliers, voire millions de morts. L’initiative a déclenché des protestations de la part de l’armée et de la police. Il reconnait en 2023 au nom de l’État indonésien une série de crimes, dont les massacres anticommunistes de 1965, ainsi que les disparitions forcées de militants pro-démocratie en 1997-1998, des fusillades contre des manifestants, et des exactions commises contre la population civile et des indépendantistes à Aceh, au Timor oriental et en Papouasie. Il annonce également rétablir la citoyenneté des Indonésiens exilés à l'étranger après les massacres de 1965. Néanmoins, les rares procédures judiciaires engagées contre des policiers ou militaires accusés de crime ont conduit à des acquittements systématiques, l’establishment militaire et policier continuant d’exercer une forte influence sur la vie politique et institutionnelle du pays.
Dans l’ensemble, son action sur la question des droits de l'homme apparaît comme inefficace, comme en témoigne notamment la situation de la Papouasie occidentale, où la répression menée par l'armée s'est poursuivie. Il obtient néanmoins 74 % des suffrages en Papouasie lors de l'élection présidentielle de 2019.
Durant l'été 2019, des affrontements entre les forces de sécurité et des émeutiers papous font des dizaines de morts : « Ces émeutes mettent un coup d’arrêt à la politique qu'ambitionnait de développer Joko Widodo, à grand renfort d'investissements économiques et d'ouverture politique. Avec la libération de prisonniers politiques et l'éventualité pour les Papous d'obtenir une autonomie renforcée, beaucoup jugeaient sa politique laxiste. »

#### Politique économique et sociale
Indépendant des milieux liés à l'ancien régime Suharto et minoritaire au Parlement, sa marge de manœuvre est étroite et l'expose aux pressions. Ses nombreuses compromissions avec l'opposition conservatrice atténuent nettement sa popularité auprès des militants de gauche et syndicats indonésiens.  
S'il interdit peu après son arrivée à la présidence les exportations de minerai brut afin d'obliger les multinationales à développer l'industrie en Indonésie, cette interdiction est finalement levée sous la pression de l'armée et des grands groupes, dont les intérêts sont souvent liés. Il fait en revanche racheter par l’État 51 % des parts de la filiale indonésienne de la multinationale américaine Freeport-McMoRan, qui détient d'immenses gisements d'or et de cuivre mais dont les revenus ne profitent pas à l'Indonésie. Celle-ci, dénonçant une « spoliation », mobilise pour défendre ses intérêts nombre d'hommes d'affaires et politiciens américains, dont le vice-président Mike Pence qui critiqua ouvertement Joko Widodo.
Quelques mesures sociales sont développées par le gouvernement, telles que l'élargissement du système d’assurance-maladie et de retraites. Les aides à la consommation, qui absorbaient 20 % des dépenses budgétaires tout en bénéficiant essentiellement aux plus aisés, sont pour certaines réduites. Le prix de l'électricité est réévalué à la hausse mais des bas tarifs sont instaurés pour les plus modestes. Il relance par ailleurs les investissements dans les infrastructures et favorise la démocratisation de l'enseignement supérieur. Il met en place un programme de réforme agraire censé garantir la souveraineté des familles pour protéger la production alimentaire locale, mais qui n’empêche cependant pas des paysans de se voir expulser de leurs terres par de grandes entreprises.
En octobre 2020, une loi sur le travail, perçue comme ultralibérale, est approuvée par le Parlement. Destinée à attirer les investisseurs étrangers en Indonésie, la loi devrait entraîner la perte de certains acquis sociaux, faciliter les licenciements, réduire les indemnités de licenciements et augmenter le nombre d'heures supplémentaires. En outre, en assouplissant la législation environnementale, elle pourrait aboutir à une « déforestation sauvage » selon les associations pour la protection de l’environnement. Les syndicats de travailleurs et les écologistes organisent des manifestations, ce qui aboutit à des affrontements avec la police et à des centaines d'arrestations,.

#### Politique étrangère
Concernant les relations internationales Joko Widodo reprend le principe de « non-alignement » et de diplomatie « libre et active » hérité du père de l'indépendance de l'Indonésie, Sukarno. Il maintient des relations cordiales avec toutes les grandes puissances, comme les États-Unis, la Chine, la Russie et l'Union européenne. Il parvient à attirer des investissements chinois massifs pour industrialiser la filière du nickel, mais aussi construire des infrastructures, comme des lignes ferroviaires. 
L'Indonésie accueille le Sommet du G20 de 2022 et préside, en 2023, l'Association des nations de l'Asie du Sud-Est (Asean). Djakarta souhaite aussi finaliser l'adhésion à l'Asean du Timor oriental, son ex-province devenue indépendante en 2002.

#### Politique sur l'environnement
Il prend la décision de faire transférer la capitale en dehors de Jakarta — sans toutefois annoncer le lieu de la future implantation — la ville étant menacée par la montée du niveau de la mer sous l'effet du réchauffement climatique et par le pompage excessif des eaux souterraines. D'après le responsable associatif Nicolas Heeren : « Les autorités indonésiennes ont pris conscience du problème en s’engageant dans un vaste programme de protection et d’aménagement de l’espace métropolitain et de la baie de Jakarta, pour faire barrage à la montée de la mer. Sauf que la croissance démographique et économique perdure. En témoigne le projet de construction de polders (étendues artificielles de terre gagnées sur l’eau), qui doit permettre de poursuivre la croissance urbaine des prochaines décennies. C’est un projet urbanistique gigantesque, mais qui se fait au détriment des petits pêcheurs. Et de l’environnement. »
Il décrète un moratoire sur l’extension des plantations de palmiers à huile, qui ont provoqué une très grande déforestation.

#### Réélection présidentielle en 2019

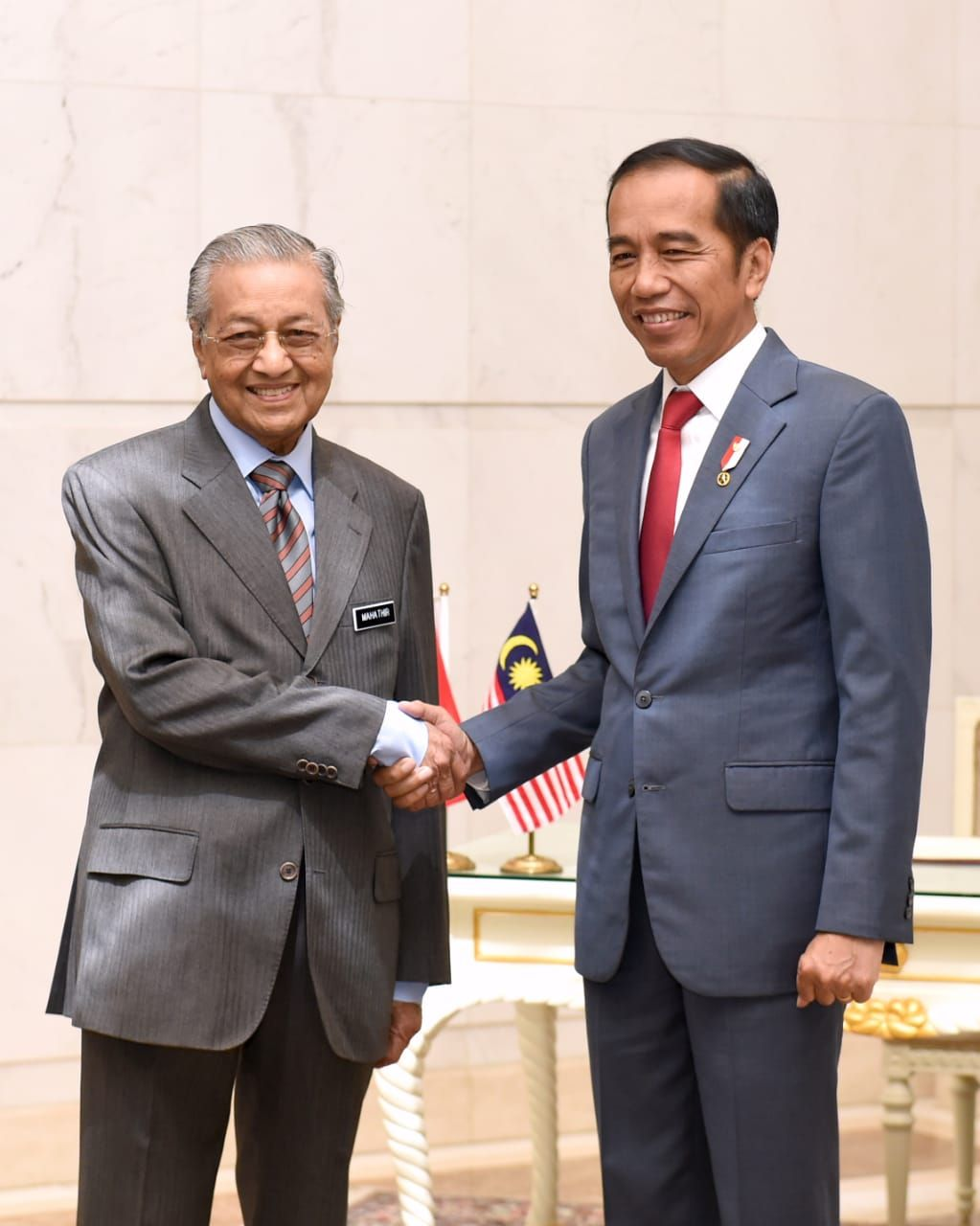
Joko Widodo et Premier ministre malaisien Mahathir Mohamad en 2019

Lors de l'élection présidentielle d'avril 2019, Joko Widodo est opposé, comme lors de la précédente, à Prabowo Subianto, général à la retraite. Il remporte le scrutin avec 55,5 % des suffrages contre 44,5 % pour son adversaire. Ce résultat est analysé comme un choix par les électeurs de la démocratie contre la pression islamiste.
Pour son second mandat, il est amené à faire entrer des personnalités très conservatrices au sein du gouvernement, telles que son adversaire Prabowo Subianto (nommé ministre de la Défense). D'après le chercheur australien Damien Kingsbury (en), ces nominations étaient inévitables pour stabiliser le gouvernement, Joko Widodo étant toujours très vulnérable face à la pression de l'armée et de la Chambre basse du Parlement. Il doit également faire des concessions parfois jugées liberticides à la droite : affaiblissement de l'agence de lutte contre la corruption, durcissement du code pénal pour punir les relations sexuelles hors mariage, extension de la loi sur le blasphème.

#### Soutien au camp adverse durant l'élection présidentielle de 2024
Lors de l'élection présidentielle de 2024, le président sortant Joko Widodo, qui n'est pas éligible pour un troisième mandat en raison de la limite à deux mandats fixée par la Constitution, soutient son ministre de la Défense, Prabowo Subianto, qui se présente comme candidat du Parti du mouvement de la grande Indonésie (Gerindra) pour la troisième fois consécutive, contre l'indépendant Anies Baswedan, ainsi que Ganjar Pranowo, candidat du Parti démocratique indonésien de lutte (PDIP). Le fils aîné de Widodo, Gibran Rakabuming Raka est choisi comme colistier par Subianto en tant que candidat à la vice-présidence, en échange du soutien du président sortant. Prabowo Subianto remporte largement l'élection dès le premier tour, avec un peu plus de 58 % des voix. Widodo et son fils Raka sont exclus du PDIP.